# Iyojwa’ja Chorote jezik
Iyojwa’ja Chorote jezik (choroti, eklenjuy, yofuaha; ISO 639-3: crt), jezik Chorotíi Indijanaca kojim govori oko 800 ljudi (1982 N. Drayson) na sjeveroistoku argentinske provincije Salta. Razlličit je od jezika iyo’wujwa chorote [crq] ali pripadaju istoj skupini ili porodici mataco koja se danas vodi kao dio šire porodice Mataco-Guaicuru.
Ime Eklenjuy dali su Nivaclé.

## Vanjske poveznice
- Ethnologue (14th)
- Ethnologue (15th)